# Fabrice Gougot
Fabrice Gougot, né le 31 août 1971 à Lyon, est un coureur cycliste français professionnel de 1996 à 2003. Il a remporté deux victoires au cours de cette période.

## Biographie
Stagiaire au sein de l'équipe Festina à la fin de la saison 1995, Fabrice Gougot commence sa carrière professionnelle l'année suivante avec Petit Casino. Avec cette équipe, devenue l'équipe Casino-AG2R Prévoyance, il participe à cinq grands tours et remporte une victoire d'étape sur le Tour de l'Ain.
En 2000, il intègre l'effectif du Crédit agricole. Lors du  Critérium du Dauphiné libéré, il termine d'abord second de la première étape qui arrive à Lyon battu au sprint par son compagnon d'échappé Frédéric Guesdon (La Française des jeux). Le lendemain, il est de nouveau présent à l'avant de la course. Il s'isole ensuite avec son coéquipier l'Allemand Jens Voigt puis remporte l'étape en solitaire à Saint-Étienne avec treize secondes d'avance sur Voigt et vingt sur le peloton réglé par l'Espagnol César Solaun (Banesto). A cette occasion, il endosse également le maillot vert de leader du classement par points et le maillot rouge à pois blanc de leader du classement de la montagne. Il abandonnera le maillot rouge au terme de la 4e étape au profit du Suisse Alex Zülle (Bnaesto) et le maillot vert au terme de la 5e au profit de l'Américain Tyler Hamilton (US Postal Service).
Il rejoint l'équipe Phonak en 2002, il y reste jusqu'à la fin de sa carrière en 2003.

## Palmarès

### Palmarès amateur
- 1991
  - Tour du Pays de Gex
  - 2e du Tour du Valromey
- 1995
  - Souvenir Hugues-Frosini
  - Boucles de la Meuse
  - 2e du Grand Prix d'Antibes
  - 3e du Souvenir Louison-Bobet
  - 3e du Souvenir Gianello-Vietto
  - 3e des Boucles du Tarn

### Palmarès professionnel
- 1997
  - 2e du Tour de l'Ain
- 1998
  - 5ea étape du Tour de l'Ain
- 2000
  - 2e étape du Critérium du Dauphiné libéré

### Résultats sur les grands tours

#### Tour de France
3 participations
- 1997 : 42e
- 1999 : 69e
- 2000 : abandon (15e étape)

#### Tour d'Espagne
3 participations
- 1996 : 30e
- 1997 : abandon (5e étape)
- 1998 : 18e

#### Tour d'Italie
2 participations
- 1998 : 26e
- 2002 : 127e

### Classements mondiaux
Fabrice Gougot a été classé au mieux 149e en fin d'année au classement UCI en 1998.
| Année          | 1996 | 1997 | 1998 | 1999 | 2000 | 2001  | 2002 | 2003 |
| -------------- | ---- | ---- | ---- | ---- | ---- | ----- | ---- | ---- |
| Classement UCI | 386e | 267e | 149e | 394e | 413e | 1404e | 673e | 953e |